# Golofa imbellis
Golofa imbellis är en skalbaggsart som beskrevs av Bates 1888. Golofa imbellis ingår i släktet Golofa och familjen Dynastidae. Inga underarter finns listade i Catalogue of Life.